# Cybermetrics: International Journal of Scientometrics, Informetrics and Bibliometrics
«Cybermetrics: International Journal of Scientometrics, Informetrics and Bibliometrics»
(ISSN 1137-5019) — науковий онлайн-журнал відкритого доступу з кіберметрії, що публіковався щорічно в 1997—2015 рр. в Мадриді, Іспанія, дослідницькою групою Laboratorio de Cibermetría (Cybermetrics Lab, National Research Council, Spain).
Вміщає матеріали, що віддзеркалюють розвиток електронних комунікацій, аналіз результатів наукової діяльності, проведених в мережі World Wide Web (WWW).

## Номери
| 1997 | 1998–1999 | 2000 | 2001 | 2002 | 2004 | 2005 | 2006 | 2007 | 2008 | 2009 | 2010 | 2011 | 2012 | 2013 | 2015  |
| 1    | 2–3       | 4    | 5    | 6–7  | 8    | 9    | 10   | 11   | 12   | 13   | 14   | 15   | 16   | 17   | 18-19 |

Дослідницька група Cybermetrics Lab, зокрема, також публікує світовий рейтинг університетів «Webometrics Ranking of World's Universities».